# Nuoto artistico ai campionati mondiali di nuoto 2019 - Squadre (programma tecnico)
La gara del nuoto artistico - squadre tecnico dei campionati mondiali di nuoto 2019 è stata disputata il 14 e il 16 luglio presso il ginnasio Yeomju di Gwangju. La gara, alla quale hanno preso parte 23 squadre nazionali, si è svolta in due turni.
La competizione è stata vinta dalla squadra russa, mentre l'argento e il bronzo sono andati alla squadra cinese e a quella ucraina.

## Programma
| Data           | Ora (UTC+9) | Turno       |
| -------------- | ----------- | ----------- |
| 14 luglio 2019 | 11:00       | Preliminari |
| 16 luglio 2019 | 19:00       | Finale      |

## Risultati
| Pos. | Nazione       | Preliminari | Preliminari | Finale          | Finale          |
| Pos. | Nazione       | Punti       | Pos.        | Punti           | Pos.            |
| ---- | ------------- | ----------- | ----------- | --------------- | --------------- |
| 1    | Russia        | 96,2253     | 1           | 96,9426         | 1               |
| 2    | Cina          | 94,3638     | 2           | 95,1543         | 2               |
| 3    | Ucraina       | 93,3313     | 3           | 93,4514         | 3               |
| 4    | Giappone      | 92,3274     | 4           | 92,7207         | 4               |
| 5    | Italia        | 90,1049     | 5           | 91,0411         | 5               |
| 6    | Spagna        | 89,4561     | 6           | 90,2506         | 6               |
| 7    | Canada        | 88,4953     | 7           | 89,4990         | 7               |
| 8    | Grecia        | 86,0075     | 8           | 87,0863         | 8               |
| 9    | Francia       | 85,5793     | 9           | 86,6543         | 9               |
| 10   | Messico       | 85,4235     | 10          | 85,6618         | 10              |
| 11   | Stati Uniti   | 84,4057     | 11          | 84,0566         | 11              |
| 12   | Israele       | 81,9659     | 12          | 82,5039         | 12              |
| 13   | Svizzera      | 81,7065     | 13          | Non qualificate | Non qualificate |
| 14   | Bielorussia   | 81,5990     | 14          | Non qualificate | Non qualificate |
| 15   | Brasile       | 80,6196     | 15          | Non qualificate | Non qualificate |
| 16   | Egitto        | 76,8351     | 16          | Non qualificate | Non qualificate |
| 17   | Corea del Sud | 76,4096     | 17          | Non qualificate | Non qualificate |
| 18   | Ungheria      | 75,6005     | 18          | Non qualificate | Non qualificate |
| 19   | Singapore     | 75,0587     | 19          | Non qualificate | Non qualificate |
| 20   | Australia     | 73,4450     | 20          | Non qualificate | Non qualificate |
| 21   | Polonia       | 72,7496     | 21          | Non qualificate | Non qualificate |
| 22   | Nuova Zelanda | 66,4279     | 22          | Non qualificate | Non qualificate |
| 23   | Costa Rica    | 65,5853     | 23          | Non qualificate | Non qualificate |